# Sansevieria zeylanica
Sansevieria zeylanica ist eine Pflanzenart aus der Gattung Sansevieria in der Familie der Spargelgewächse (Asparagaceae). Das Artepitheton zeylanica weist auf den Fundort, dem damaligen Ceylon und heutigen Sri Lanka, hin.

## Beschreibung
Sansevieria zeylanica wächst stammbildend als ausdauernde, sukkulente Pflanze mit kräftigen bis zu 1,3 Zentimeter starken, kriechenden Rhizomen. Die fünf bis elf Laubblätter stehen an einem Spross unten aufrecht, oben leicht zurückgebogen und sind dabei linealisch bis halbzylindrisch geformt mit einer Rinne auf der Oberseite. Die einfache Blattspreite ist 45 bis 76 Zentimeter lang, 8 bis 20 Millimeter breit und 5 bis 8 Millimeter dick. Sie verschmälert sich in eine 12,7 bis 38 Millimeter lange, grüne, weiche und pfriemliche Spreitenspitze. Die Blätter sind dunkelgrün mit einer hell grünen Querzeichnung und rückseitig mit 4 bis 7 dunkler grünen Längslinien. Der Spreitenrand ist grün. Die Blattoberfläche ist beinahe glatt.
Die einfachen ährigen Blütenstände sind 30 bis 61 Zentimeter lang. Die Rispen sind dicht mit Blüten besetzt. Das Tragblatt ist 84 Millimeter lang. Die Blütenstiele sind kurz. Die Blütenhüllblätter sind weiß und messen 2,5 bis 3,8 Zentimeter im Durchmesser. Die Blütenröhre ist bis 3,2  Zentimeter lang. Die Zipfel sind bis zu 3,5 Zentimeter lang.
Die Chromosomenzahl beträgt {\displaystyle 2n=40} oder {\displaystyle 2n=42}.

## Verbreitung
Sansevieria zeylanica ist in Sri Lanka und Indien auf felsigen und sandigen Stellen in Trockengebieten, auf Mauritius und in Myanmar und Thailand weit verbreitet.

## Taxonomie
Die Erstbeschreibung von Sansevieria zeylanica erfolgte 1753 als Aloe hyacinthoides var. zeylanica durch Carl von Linné. Karl Ludwig Willdenow stellte 1799 die Art zu Sansevieria.
Synonyme für Sansevieria zeylanica (L.) Willd. sind: Acyntha zeylanica (L.) Kuntze (1891), Aloe hyacinthoides var. zeylanica L. (1753), Aloe zeylanica (L.) Jacq. (1762), Cordyline zeylanica (L.) Britton (1930) und Sansevieria indica Herter (1956, nom. illeg.  ICBN-Artikel 52.1).

## Nachweise